# منصور بن طحنون آل نهيان
الشيخ منصور بن طحنون آل نهيان (1973-)، ابن الشيوخ و أكاديمي إماراتي في العلوم السياسية وممارس طبي.

## حياته
ولد منصور في العين عام 1973، وبدأ حياته المهنية في القوات المسلحة لدولة الإمارات العربية المتحدة، حتى وصل إلى رتبة مقدم من عام 1990 إلى عام 2011، حصل على العديد من المؤهلات بما في ذلك طيار مقاتل عملياتي، وقائد العمليات، وقائد القسم، وطيار مروحية العمليات.

## مسيرته المهنية
في سن 18 عامًا، عين منصور رئيسًا لمجلس إدارة اتحاد الإمارات العربية المتحدة للرماية.
في عام 1997، حصل منصور على شهادة الطب من جامعة الإمارات العربية المتحدة. وفي وقت لاحق من عام 1999، حصل على درجة الماجستير. درجة البكالوريوس في الصحة العامة وإدارة الصحة (MPH) من كلية هارفارد للصحة العامة. ومن عام 1997 إلى عام 2000، كان منصور رئيسًا لـ جمعية الإمارات الطبية. ومنذ تخرجه من كلية الطب، يعمل من وقت لآخر كطبيب في كل من الجراحة العامة والطب العام في مستشفى العين.
في عام 2000، حصل على درجة الماجستير الثانية في الإدارة العامة (MPA) من مدرسة هارفارد كينيدي. ثم حصل بعد ذلك على درجة الماجستير في القانون والدبلوماسية (MALD) من مدرسة فليتشر للقانون والدبلوماسية في عام 2001. وفي عام 2009، أكمل بنجاح درجة الدكتوراه في العلاقات الدولية والدراسات الأمنية من فليتشر. كلية الحقوق والدبلوماسية.
عمل أيضًا في مشاريع حكومية خاصة. وفي عام 2001، تم اختياره كأحد الأعضاء الخمسة في بعثة الأمم المتحدة إلى باكستان وأفغانستان التي كان يرأسها الأخضر الإبراهيمي، بعد سقوط حكومة طالبان.
منذ عام 2010، يعمل منصور أستاذاً زائراً للعلوم السياسية في الجامعة الأمريكية في الشارقة حيث يحاضر في دورتين: التفاوض وإدارة الصراع؛ ودراسات جنوب غرب آسيا – التاريخ الحديث والسياسة. نشر منصور سلسلة من المقالات في صحيفة جلف نيوز، إحدى أقدم الصحف الإماراتية الناطقة باللغة الإنجليزية، وفي صحيفة البيان العربية. تغطي هذه المقالات مجموعة متنوعة من المواضيع السياسية في العالم العربي وجنوب غرب آسيا.